# Grandsaigne
Grandsaigne è un comune francese di 48 abitanti situato nel dipartimento della Corrèze nella regione della Nuova Aquitania.

## Società

### Evoluzione demografica
Abitanti censiti